# Sajad Gharibi
Vous pouvez aider à l'améliorer ou bien discuter des problèmes sur sa page de discussion.
 (juillet 2024).
Sajad Gharibi (né le 19 décembre 1991) est un culturiste iranien et pratiquant d'arts martiaux mixtes. Son surnom est « Hulk iranien » ou « Hercule persan ». Il mesure 6 pieds 2 pouces et pèse 385 livres.

## Carrière
Gharibi a commencé à devenir connu sur le réseau social Instagram, où il a posté des photos de son physique et des démonstrations de sa force.
En 2019, la star d'UFC, Brian Ortega, a défié Gharibi de venir sur le ring de MMA, et il a accepté. Ortega a dit qu'il"écraserait l'Hulk iranien". Gharibi avait aussi accepté un match contre le britannique Martyn Ford, malgré le fait qu'il pèse 240 livres de moins que Gharibi, soit 108 kilos. Dans le même temps,Gharibi a accepté un combat contre le culturiste brésilien Romario dos Santos Alves, surnommé “L'Hulk brésilien”. En 2023, aucun de ses matchs n'a eu lieu.
En 2016, il poursuivait sa carrière d'acteur au cinéma en Iran.
Le 31 juillet 2022, Gharibi a fait ses débuts dans la boxe contre "Le titan Kazakh" Djumanov Almat Bakhytovich. Gharibi a perdu par knockout à la première manche.

## Vie privée
Gharibi est né à Ahvaz en Iran. Il a reçu son Bachelor en Commerce de l'Université Islamique Azad à Bouchehr en Iran.
En 2016, Gharibi a proposé de participé contre l'état Islamique en Syrie. Il a dit dans une vidéo "En premier, je suis un défendeur de mon pays. Je tiens à remercier le Général Qasem Soleimani et tout ses soldats qui ont perdus la vie en Syrie. Ce sont mes héros."
Il vit à Bouchehr, en Iran.